# Гиперболоидная зубчатая передача
Гиперболоидная зубчатая передача — зубчатая передача со скрещивающимися осями, начальные (аксоидные) поверхности зубчатых колёс которой являются однополостными гиперболоидами вращения. Включает в себя винтовую, червячную, гипоидную и спироидную передачи, каждая из которых формально есть частный случай гиперболоидной передачи. Особенностью любой гиперболоидной передачи является то, что контактные поверхности зубьев зубчатых колёс в ней всегда скользят относительно друг друга.